# 海光寺车辆段
海光寺车辆段是天津地铁的一个已经不存在的车辆段，大致位于天津市南开区长江道东段南侧附近。该车辆段竣工于1976年1月，在2001年10月9日天津地铁既有线停运进入改造后，于同年11月拆除。

## 内部链接
- 天津地铁既有线